# کشتی حمل سرباز

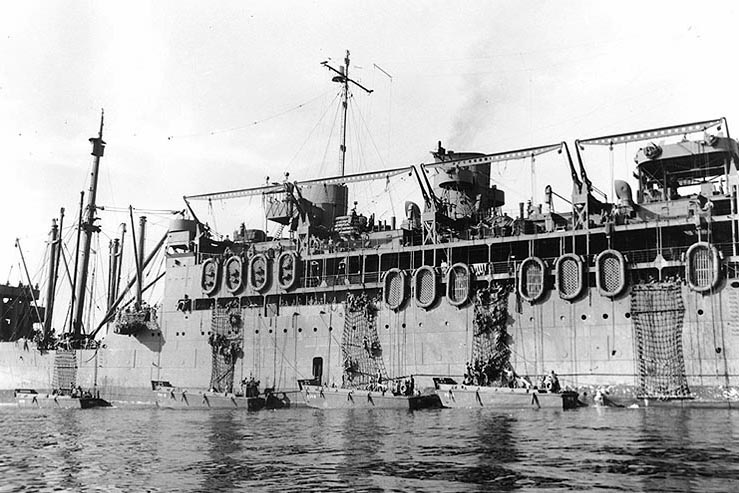
سربازان در حال بالا رفتن از توری در کنار کشتی ترابری هجومی یواس‌اس مک‌کالیی در ۱۴ ژوئن ۱۹۴۳، برای تمرین پیاده‌ شدن در جورجیای نو

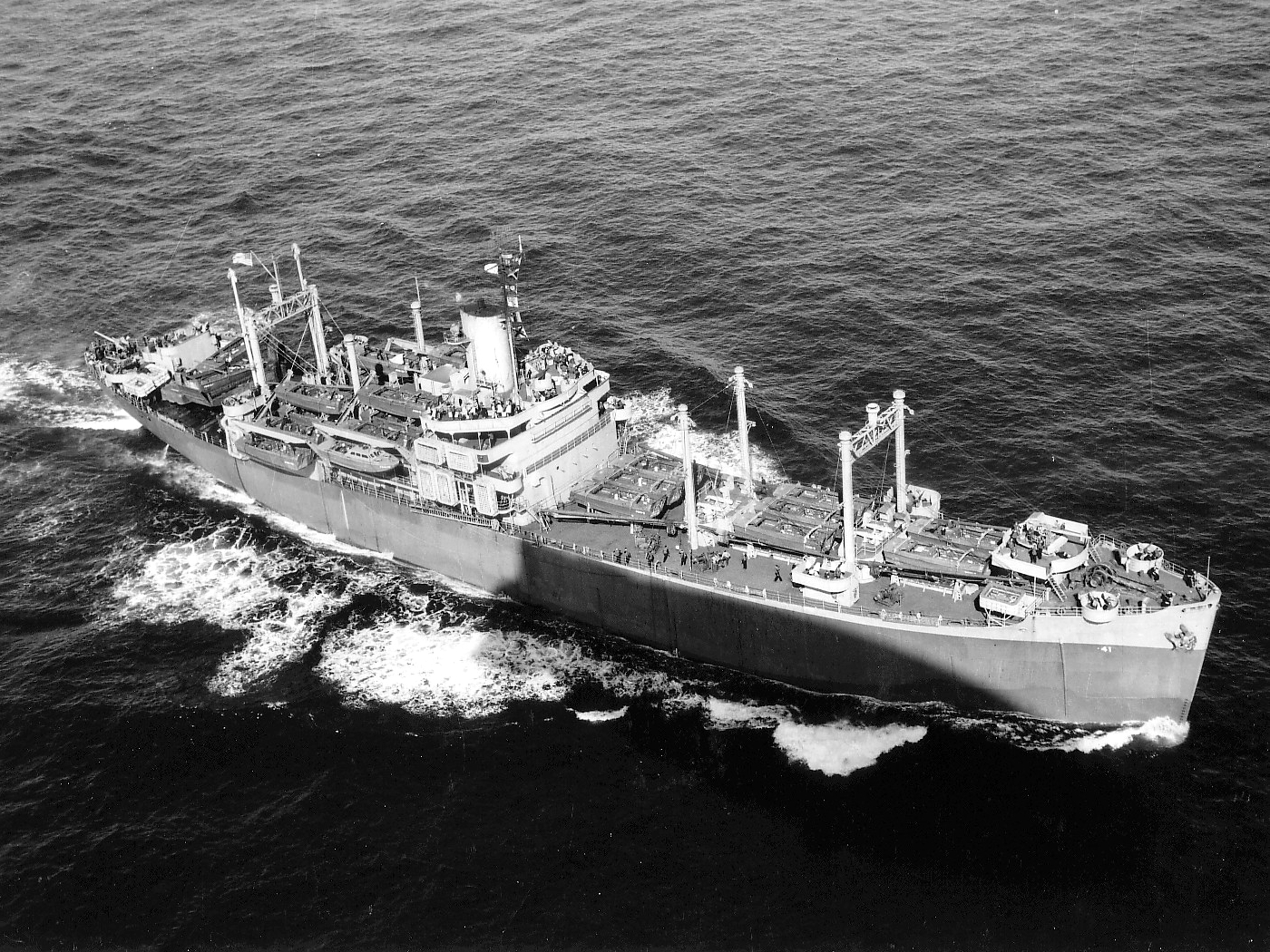
یواس‌اس دوپیج، یک کشتی ترابری هجومی

کشتی حمل سرباز یا کشتی حمل‌ و نقل نیرو نوعی کشتی است که برای حمل سربازان در زمان صلح یا زمان جنگ استفاده می‌شود. از نظر عملیاتی، کشتی‌های نظامی استاندارد - که اغلب از ناوگان کشتیرانی تجاری تهیه می‌شوند - نمی‌توانند نیروها را مستقیماً در ساحل پیاده کنند و سربازان معمولاً در یک بندر دریایی یا روی کشتی‌های کوچک‌تر مانند دوبه بارگیری و تخلیه می‌شوند.
کشتی ترابری هجومی، گونه‌ای از کشتی‌های اقیانوس‌پیما است که برای انتقال نیروهای تهاجمی به خشکی طراحی شده‌اند. کشتی‌های پیاده‌کننده ی سربازان نیز گونه‌ای دیگر از کشتی‌های جنگی هستند که نیروهای خود را مستقیماً به ساحل آورده و پیاده می‌کنند.

## پیشینه
کشتی‌های حمل و نقل سربازان از دوران باستان استفاده می‌شده‌اند. در روم باستان کشتی ناویس لوسوریا (navis lusoria)، کشتی کوچکی بود که توسط پاروزنان و بادبان‌ها حرکت می‌کرد و از آن برای حرکت و جابه‌جایی سربازان در راین و دانوب استفاده می‌شد.

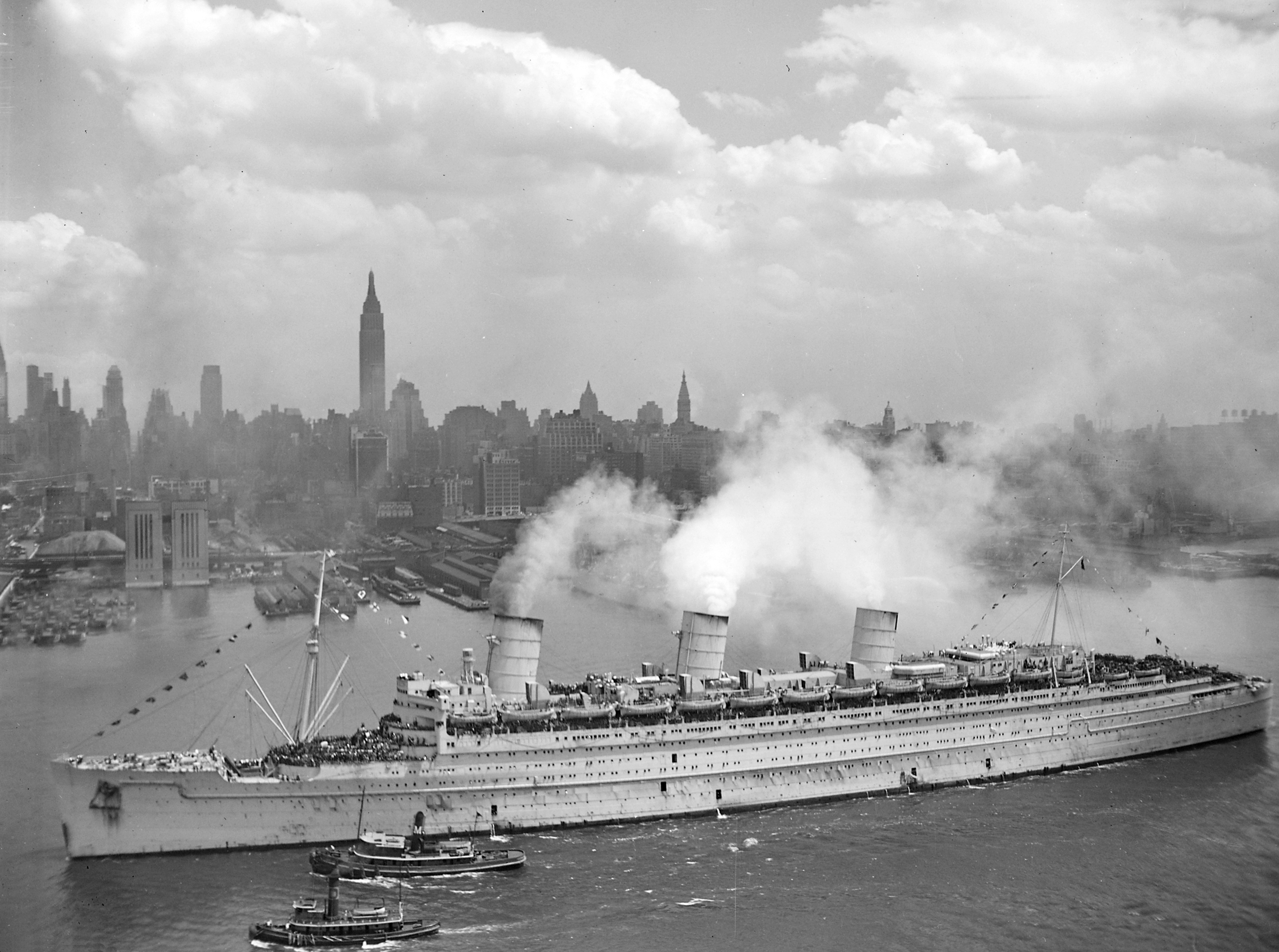
کشتی حمل سرباز با نام مستعار «شبح خاکستری»، رکورددار حمل بیشترین تعداد سرباز در یک سفر را در اختیار دارد. این کشتی در اواخر ژوئیهٔ ۱۹۴۳ توانست ۱۵,۷۴۰ سرباز را از ایالات متحده به اروپا ببرد.

اکثر قدرت‌های بزرگ دریایی در اواخر قرن ۱۹ و اوایل قرن ۲۰ به خطوط کشتیرانی داخلی خود یارانه‌هایی را برای ساخت کشتی‌های اقیانوس‌پیما با قابلیت تبدیل به رزم‌ناوهای کمکی در زمان جنگ اختصاص دادند. برای مثال، دولت بریتانیا هم به کانارد و هم به وایت استار لاین در ساخت کشتی‌های آرام‌اس المپیک و اچ‌ام‌اچ‌اس بریتانیک کمک کرد. با این‌حال، هنگامی که آسیب‌پذیری این کشتی‌ها در برابر آتش متقابل در طول جنگ جهانی اول مشخص شد، بیشتر آن‌ها به‌عنوان کشتی‌های حمل سرباز یا کشتی بیمارستانی مورد استفاده قرار گرفتند.

## جنگ جهانی دوم

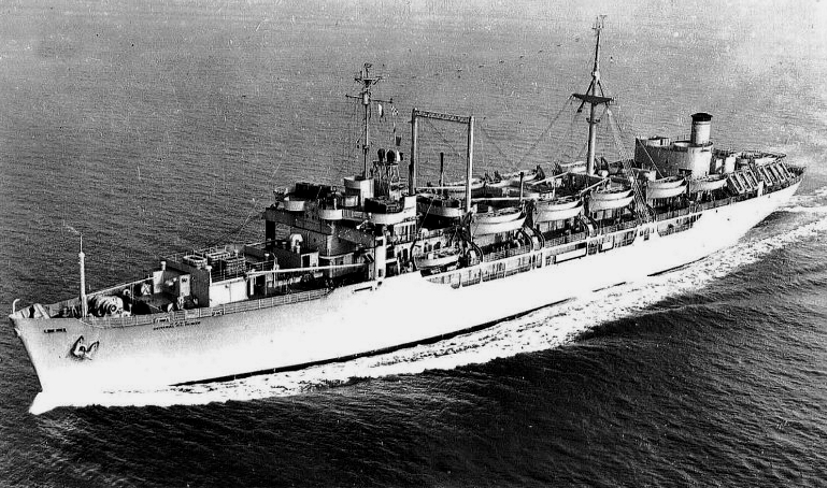
یک کشتی حمل سرباز

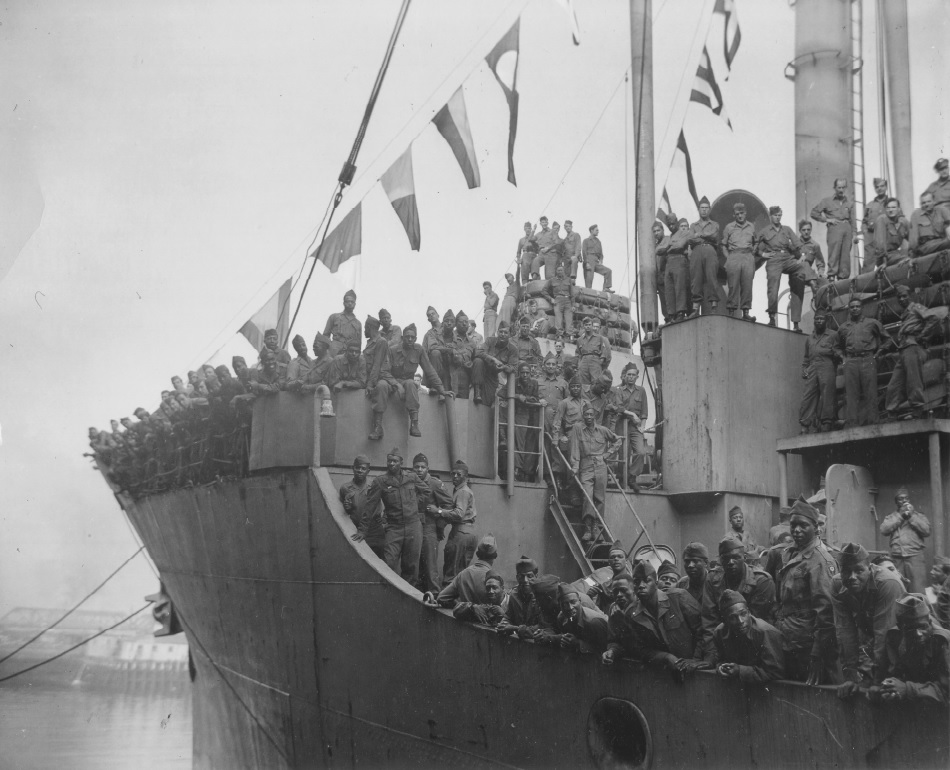
، یک کشتی حمل سرباز که از ایجاد تغییراتی در کشتی ویکتوری، ساخته شد. ویکتوری در حال ورود به بوستون با ۱,۹۵۸ سرباز از اروپا (۲۶ ژوئیه ی ۱۹۴۵)

در طول جنگ جهانی دوم تعداد زیادی کشتی حمل سرباز  از جمله ۲۲۰ کشتی لیبرتی به‌کار گرفته شد:
- لیبرتی‌های اصلاح شده قادر بودند تا ۴۵۰،[۵] ۵۵۰،[۶] یا ۶۵۰[۷] (منابع متفاوت است) نیرو یا اسیران جنگی را منتقل کنند. اصلاحات شامل نصب تخته‌هایی روی عرشه جلویی، دوش و امکانات اضافی، دو ژنراتور دیزلی اضافی،[۶] و نصب دو توپ ۲۰ میلی‌متری خودکار اورلیکن بود.[۵][۶][۸][۹]
- ۳۰ کشتی از نوع C4 مبتنی بر  General G. O. Squier-class، که از بزرگ‌ترین کشتی‌ها با بیش از ۶,۰۰۰ سرنشین
- کشتی‌های حمل سرباز مبتنی بر کشتی ویکتوری در اواخر جنگ جهانی دوم ساخته شد. در مجموع ۸۴ مورد، تکمیل شد.[۱۰][۱۱][۱۲][۱۳][۱۴]
- تعدادی از کشتی‌های نوع C3  نیز به کشتی‌های اختصاصی تبدیل شدند که قادر به حمل ۲,۱۰۰ سرباز بودند.[۱۵]
- حداقل ۱۵ کلاس از نوع حمل و نقل تهاجمی، متشکل از حداقل ۴۰۰ کشتی.[۱۶]

## پس از جنگ جهانی دوم
تعدادی کشتی حمل سرباز در جنگ فالکلند، توسط نیروی دریایی پادشاهی بریتانیا برای حمل سربازان بریتانیایی مورد استفاده قرار گرفتند. در پایان قرن بیستم، تقریباً تمام جابه‌جایی پرسنل نظامی برای مسیرهای دور، توسط هواپیماهای ترابری نظامی انجام می‌شد.

## چند نمونه از کشتی‌های حمل سرباز
- اس‌اس بلگنلند (۱۹۱۴)
- اچ‌ام‌اس برکن‌هد (۱۸۴۵)
- آرام‌اس کرمانیه (۱۹۰۵)
- یواس‌ای‌تی دورچستر
- اچ‌ام‌تی دونرا
- اس‌اس جوستیسیا
- آرام‌اس لکونیا (۱۹۲۱)
- آر ام اس لانکاستریا
- اس‌اس لویاتان
- آرام‌اس مارتینیو (۱۹۰۶) کشتی خواهر آرام‌اس لوسیتانیا
- اس‌اس آمریکا (۱۹۴۰)
- اچ‌ام‌اس تامار (۱۸۶۳)
- اچ‌ام‌تی روهنا
- اچ‌ام‌اس اوترانتو
- آرام‌اس المپیک کشتی خواهر تایتانیک
- اس‌اس مندی